# Issa Bagayogo
Issa Bagayogo (født 1961, død 10. oktober 2016) var en musiker fra Mali. Han spillede på et traditionelt vestafrikansk strengeinstrument kaldet kumele n'gani. Musikken er en blanding af traditionel musik og moderne popmusik.
Issa Bagayogo har optrådt på Roskildefestivalen.

## Diskografi
- Sya (1999)